# Холланд, Билл
Би́лл Хо́лланд (англ. Bill Holland, 18 декабря 1907 — 19 мая 1984) — американский автогонщик, участник чемпионата Формулы-1, участвовавший только в Инди-500. Он победил в этой гонке в 1949 году, когда она не входила в зачёт чемпионата мира. Он участвовал в двух гонках, входящих в зачёт Формулы-1, на его счету 6 очков и один подиум. Ещё в одной гонке он не смог пробиться на старт.

## Результаты в Формуле-1
| Легенда к таблице |                                                                    |
| --- | ------------------------------------------------------------------ |
| В таблице перечислены результаты всех Гран-при Формулы-1, в которых принимал участие гонщик. Строками таблицы являются сезоны, столбцами — этапы чемпионата мира. В каждой клетке указаны сокращённое название этапа и результат, дополнительно обозначенный цветом. Расшифровка обозначений и цветов представлена в нижеследующей таблице. |                                                                    |
| \| Пример \| Описание \| \| ------------ \| ------------------------------------------------------------------ \| \| 1 \| Победитель \| \| 2 \| Второе место \| \| 3 \| Третье место \| \| 5 \| Финишировал, заработав очки \| \| Сход \| Не финишировал, но при этом заработал очки \| \| 12 \| Финишировал, не получив очков \| \| НКЛ \| Финишировал, но не попал в финальную классификацию \| \| 15 \| Участвовал вне зачёта, либо по отдельной классификации \| \| 18 \| Не финишировал, но попал в финальную классификацию \| \| Сход \| Не финишировал \| \| НКВ \| Не прошёл квалификацию \| \| НПКВ \| Не прошёл предквалификацию \| \| ДСК \| Дисквалифицирован \| \| ИСК \| Исключён из протокола соревнований \| \| ТТ \| Заявлен для участия только в тренировках \| \| НС \| Участвовал в квалификации, но не стартовал в гонке \| \| Т \| Травмирован или болен \| \| ОТК \| Отказ от участия \| \| НТР \| Прибыл на соревнования, но на трассу не выезжал \| \| НПР \| Был заявлен в числе участников, но не прибыл к началу соревнований \| \| О \| Соревнования отменены \| \| \| Не участвовал \| \| Поул-позиция \| \| \| Быстрый круг \| \| |                                                                    |
| Пример | Описание                                                           |
| 1 | Победитель                                                         |
| 2 | Второе место                                                       |
| 3 | Третье место                                                       |
| 5 | Финишировал, заработав очки                                        |
| Сход | Не финишировал, но при этом заработал очки                         |
| 12 | Финишировал, не получив очков                                      |
| НКЛ | Финишировал, но не попал в финальную классификацию                 |
| 15 | Участвовал вне зачёта, либо по отдельной классификации             |
| 18 | Не финишировал, но попал в финальную классификацию                 |
| Сход | Не финишировал                                                     |
| НКВ | Не прошёл квалификацию                                             |
| НПКВ | Не прошёл предквалификацию                                         |
| ДСК | Дисквалифицирован                                                  |
| ИСК | Исключён из протокола соревнований                                 |
| ТТ | Заявлен для участия только в тренировках                           |
| НС | Участвовал в квалификации, но не стартовал в гонке                 |
| Т | Травмирован или болен                                              |
| ОТК | Отказ от участия                                                   |
| НТР | Прибыл на соревнования, но на трассу не выезжал                    |
| НПР | Был заявлен в числе участников, но не прибыл к началу соревнований |
| О | Соревнования отменены                                              |
| | Не участвовал                                                      |
| Поул-позиция |                                                                    |
| Быстрый круг |                                                                    |

| Сезон | Команда               | Шасси             | Двигатель          | Ш | 1   | 2       | 3     | 4   | 5   | 6   | 7   | 8   | 9   | Место | Очки |
| ----- | --------------------- | ----------------- | ------------------ | - | --- | ------- | ----- | --- | --- | --- | --- | --- | --- | ----- | ---- |
| 1950  | Blue Crown Spark Plug | Deidt FD          | Offenhauser 4,5 L4 | F | ВЕЛ | МОН     | 500 2 | ШВА | БЕЛ | ФРА | ИТА |     |     | 7     | 6    |
| 1953  | Ray Crawford          | Kurtis Kraft 500B | Offenhauser 4,5 L4 | F | АРГ | 500 15  | НИД   | БЕЛ | ФРА | ВЕЛ | ГЕР | ШВА | ИТА | —     | 0    |
| 1954  | Bardahl               | Kurtis Kraft 500  | Offenhauser 4,5 L4 | F | АРГ | 500 НКВ | БЕЛ   | ФРА | ВЕЛ | ГЕР | ШВА | ИТА | ИСП | —     | 0    |